# 万福麟宅邸
万福麟宅邸，位于中国吉林省白城市市委大院内，为一个省级文物保护单位，类型为近现代建筑，公布时间为2007年5月31日。该文物保护单位由洮北区文管所管理。
万福麟宅邸的历史年代为民国。